# カース

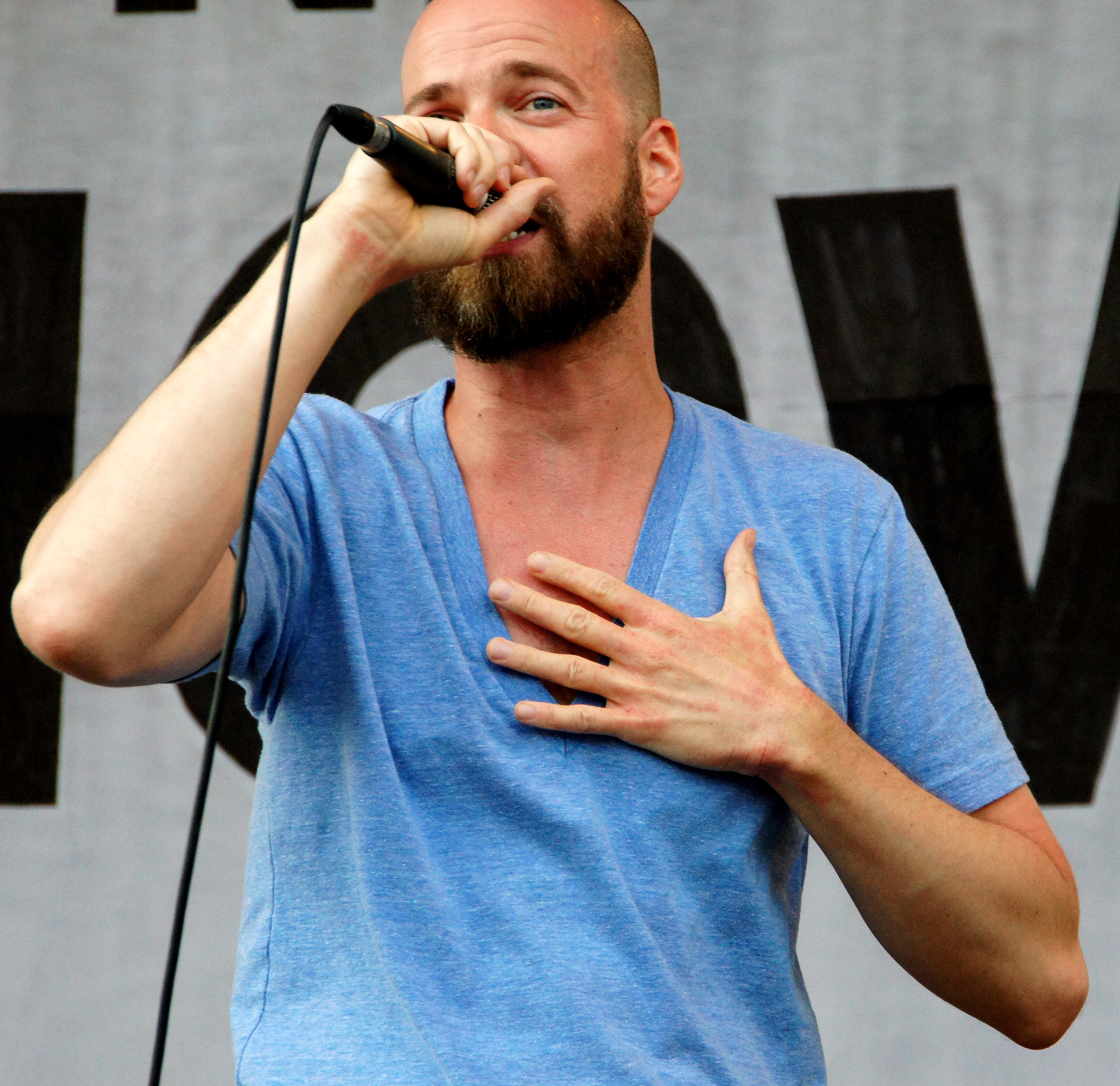
カース（ウィーン、2012年）

カース（Curse、本名：Michael S. Kurth、1978年9月6日 - ）は、ドイツのラッパー。ミンデン出身。

## アルバム
- 2000年: Feuerwasser (Jive Records) (BMG)
- 2001年: Von Innen Nach Außen (Jive Records) (BMG)
- 2003年: Innere Sicherheit (Jive Records) (BMG)
- 2005年: Prestige: Taz. Greis. Claud. Curse (ARR Suisse)
- 2005年: Sinnflut (ARR)
- 2006年: Einblick Zurück (Best-Of Mixtape) (ARR)
- 2006年: Sinnflut (Japanese Edition) (Bad News Records/Miclife Recordings)
- 2008年: Freiheit (Alles Real Records)

| スタブアイコン | サブスタブ | この項目は、まだ閲覧者の調べものの参照としては役立たない、歌手に関連した書きかけの項目です。この項目を加筆・訂正などしてくださる協力者を求めています（P:音楽/PJ:芸能人）。 |